# Rustam Judzhámov
Rustam Judzhámov (Skvyra, Unión Soviética, 5 de octubre de 1982) es un ex-futbolista ucraniano. Juega de portero y su último equipo fue el FC Illichivets Mariupol.

## Biografía
Rustam Judzhámov empezó su carrera profesional en el FC Járkov en 2006.
El 25 de mayo de 2008 firma un contrato con su actual club, el Shajtar Donetsk, equipo que pagó 83.000 euros por su fichaje. Al poco de llegar gana un título, la Supercopa de Ucrania, partido en el que fue titular. Actualmente es el portero suplente del equipo y juega muy poco en liga, aunque el entrenador lo suele utilizar para disputar la Copa de Ucrania.

## Selección nacional
Ha sido internacional con la Selección de fútbol de Ucrania en 3 ocasiones. Su debut con la camiseta nacional se produjo el 24 de mayo de 2008 en un partido amistoso contra los Países Bajos. 

## Clubes
| Club                          | País    | Año         |
| ----------------------------- | ------- | ----------- |
| FC Dinamo de Kiev             | Ucrania | 1999 - 2005 |
| FC Dynamo-3 Kiev (cedido)     | Ucrania | 2000 - 2004 |
| FC Dynamo-2 Kiev (cedido)     | Ucrania | 2001 - 2005 |
| FC Hoverla Uzhhorod (cedido)  | Ucrania | 2005        |
| FC Járkov                     | Ucrania | 2006-2008   |
| FC Shajtar Donetsk            | Ucrania | 2008 - 2012 |
| FC Metalurh Donetsk (cedido)  | Ucrania | 2011        |
| FC Mariúpol (cedido)          | Ucrania | 2012        |
| FC Illichivets Mariupol       | Ucrania | 2012 - 2014 |
| FC Shajtar Donetsk            | Ucrania | 2014 - 2016 |
| FC Zarya Lugansk (cedido)     | Ucrania | 2015        |
| F.C. Metalist Járkov (cedido) | Ucrania | 2015        |
| FC Illichivets Mariupol       | Ucrania | 2016 - 2020 |

## Títulos
- 1 Supercopa de Ucrania (FC Shajtar Donetsk, 2008)